# Beckholmen

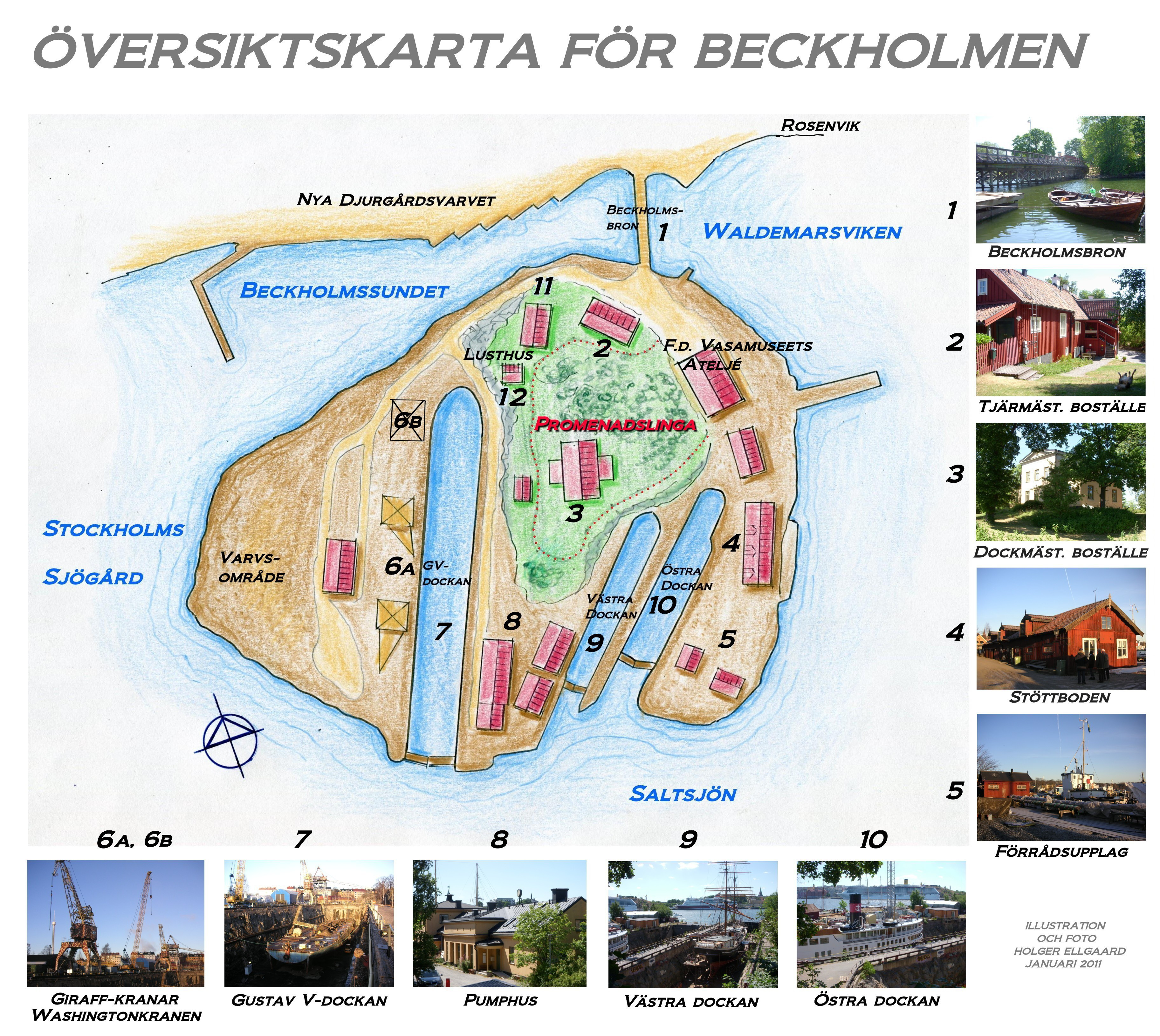
Översiktskarta med historiska sevärdheter.

Beckholmen är en holme i Saltsjön inom Stockholm, strax söder om Djurgården och Djurgårdsstaden. Administrativt ingår den i stadsdelen Djurgården inom Norra innerstadens stadsdelsområde. Man når Beckholmen från Djurgården via Beckholmsbron. På Beckholmen finns tre torrdockor. Den största är 197 meter lång, 24 meter bred och kallas Gustav V-dockan.
Beckholmen ingår i Stockholms sjögård som är en del av Nationalstadsparken. Runt öns inre leder sedan år 2010 en allmän promenadväg som heter Beckholmsstigen. 2011–2012 genomfördes en sanering av ön vilken fortsatte med en upprustning av både Nya Djurgårdsvarvet och de gamla anläggningarna på Beckholmen, målet är att skapa ett marinkulturellt centrum. Initiativtagare är Djurgårdsförvaltningen. Flera av öns byggnader och de tre torrdockorna är blåmärkta av Stadsmuseet i Stockholm, vilket innebär "att bebyggelsen bedöms ha synnerligen höga kulturhistoriska värden".

## Tidig historia till 1840-talet

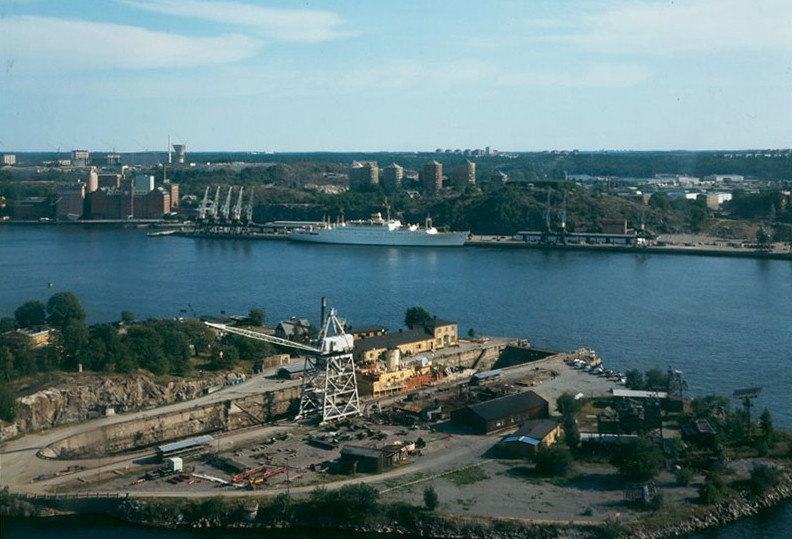
Vy över Beckholmen, augusti 1968.

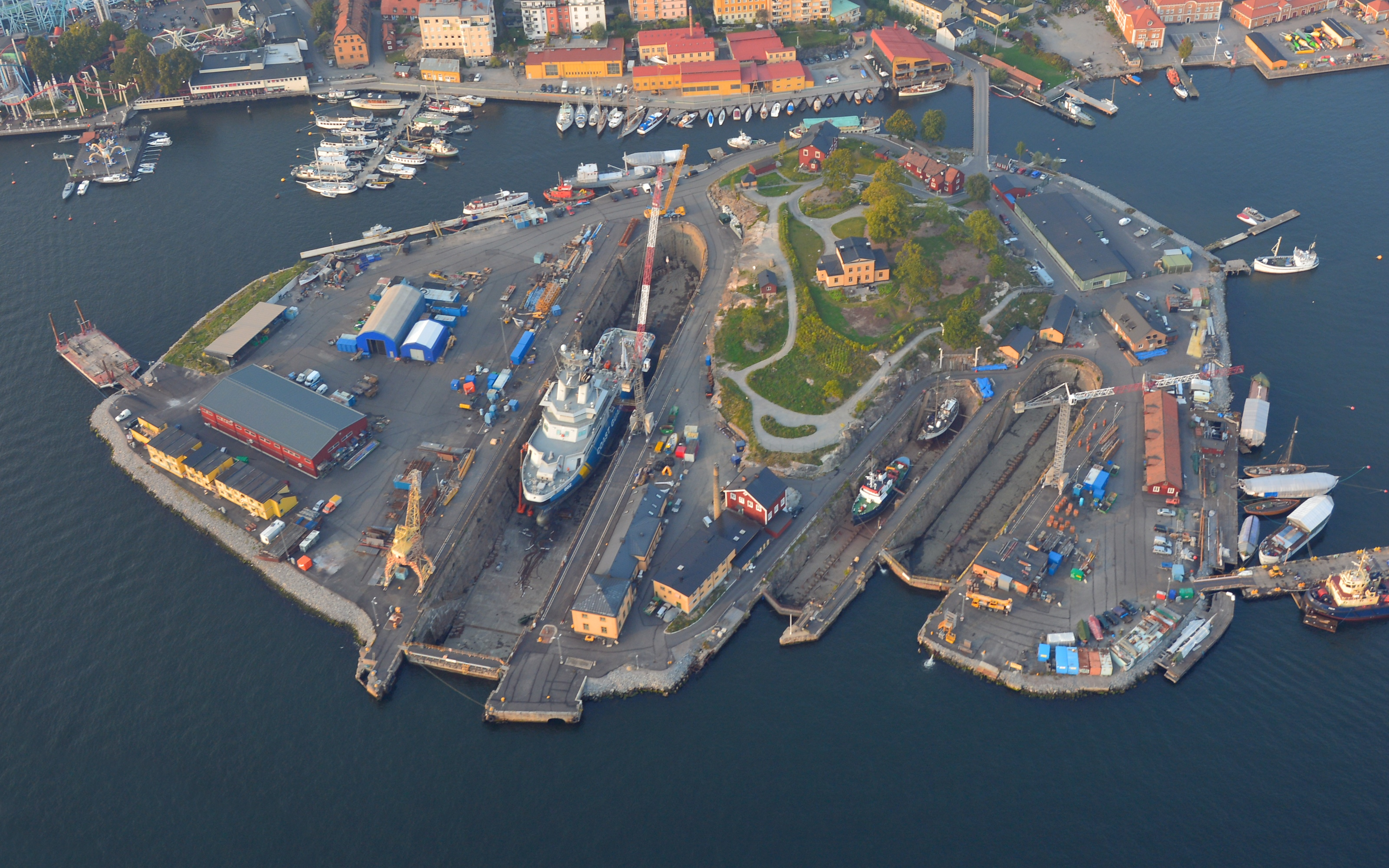
Flygfoto, september 2014.

År 1631 fick Albert Schmidt tillstånd att starta ett becksjuderi på holmen, som på den tiden var en ö mitt i Saltsjön utan landförbindelse. På kartan ur "Swenschke Plante Booken 1637" heter ön fortfarande Biskopsholmen. Läget på ön var lämpligt ur säkerhetssynpunkt.
Att hantera tjära och beck var ett mycket brandfarligt och illaluktande hantverk. Beck och tjära var viktiga beståndsdelar vid fartygsbyggen för tätning och impregnering av träskroven. En given förbrukare var Djurgårdsvarvet som fanns mittemot ön, men mycket av becket som tillverkades på Beckholmen gick på export. I papper från varv i Europa och i europeiska kolonier kan man läsa om "Stockholm Tar" vilket avsåg beck från just Beckholmen. Drottning Kristina hade donerat Beckholmen, Kungsholmen och Långholmen till Stockholm den 27 mars 1647. I donationsbrevet anges ändamålet med donationen vara att "...der på oprätta spiker och andre bodar eller nödige bygninger till stadzens och invånernes gagn och nytto...".[källa behövs]
Ett tjärhov inrättades på holmen 1690. År 1719 skaffade sig Abraham Grill och Carlos Grill greppet om tjärhandeln tillsammans med Johan Petersen. Vid stora branden i Katarina församling år 1723 förstördes en eldsvåda även all bebyggelse på Beckholmen sedan vinden hade fört gnistor över vattnet. Året därpå byggdes alltsammans upp igen. Tjärverksamheten mattades av från och med 1809, då Sverige förlorade Finland, varifrån merparten av tjäran hämtades. På 1830-talet hade handeln helt upphört. I mitten av 1800-talet växte behovet av reparationsvarv, främst för den växande ångbåtsflottan.
På grund av den höga brandfaran flyttades även Södermalms tjärhov 1686 till Beckholmen. Några år senare kallades holmen Bäck- eller Tjärholmen, beckhanteringen pågick på holmen långt in på 1800-talet.

## Senare historia fram till idag

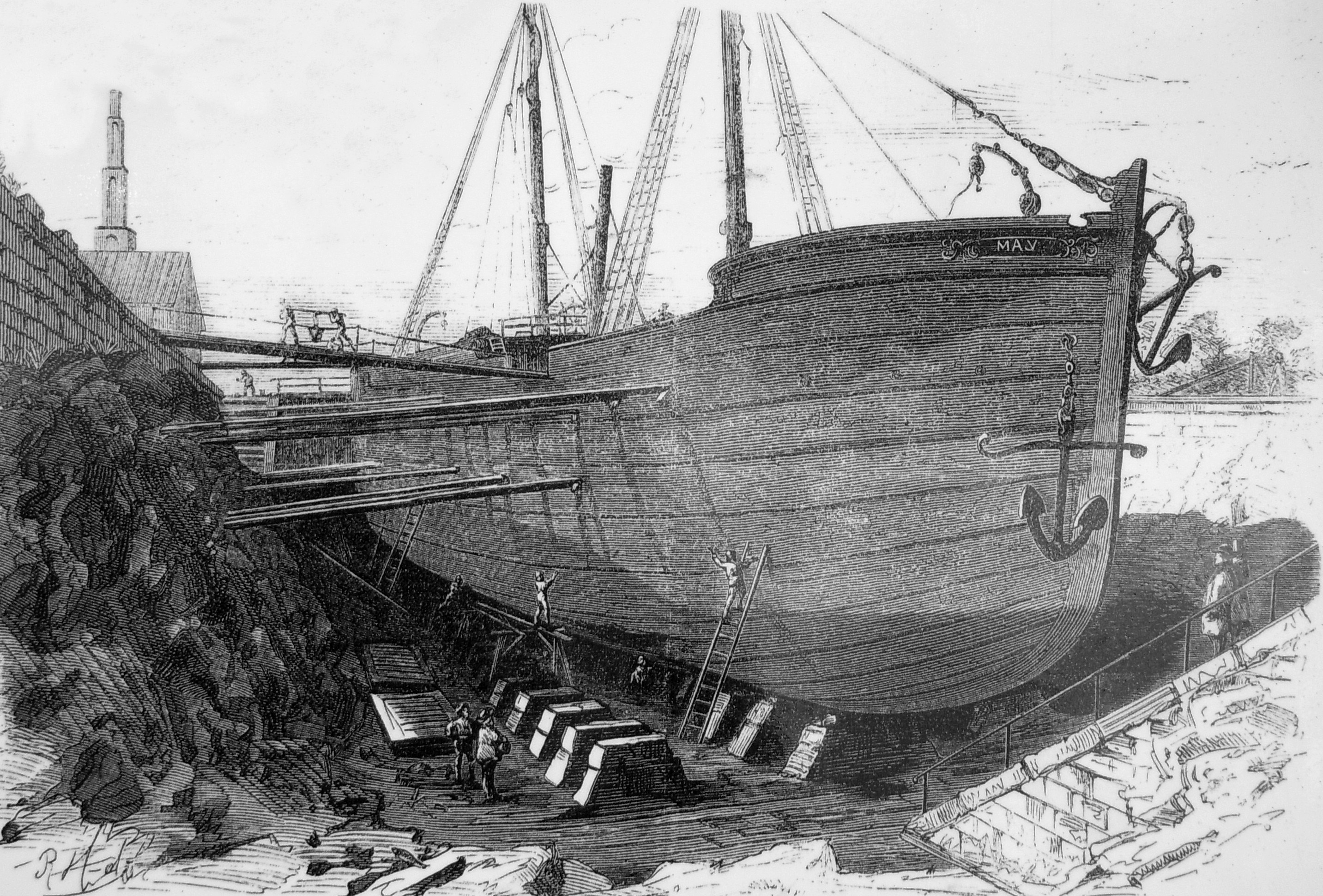
Engelska ångbåten "Mary" som sjönk utanför Bråviken 1873 togs in i torrdockan på Beckholmen för reparation i september 1874

När antalet ångfartyg i Stockholm mot slutet av 1840-talet började öka betydligt och bristen på torrdockor gjorde sig gällande, inköpte Stockholms Grosshandelssocietet 1848 denna holme och anlade där två i berget insprängda skeppsdockor. De var ursprungligen 75 respektive 45 meter långa och 16 meter respektive 11 breda (Östra och Västra dockan). Dockorna fick nya portar av järn 1874 och förlängdes i två omgångar på 1870- och 1890-talen till 102 respektive 99 meter. Djupet i Östra dockan är 4,5 meter vid medelvatten och i Västra dockan 3,7 meter. Konstruktören var Nils Ericson, järnvägs- och kanalbyggaren, bror till uppfinnaren John Ericsson. Därefter etablerade sig flera varvsföretag på holmen. 

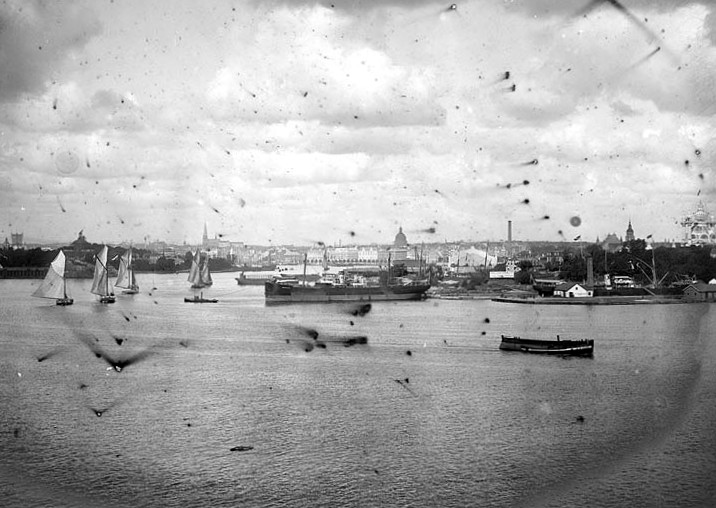
Beckholmen från Saltsjön mot norr år 1897. Till höger i bild utställningshallen från Stockholmsutställningen 1897.

År 1918 köpte staten Beckholmen Marinförvaltningens räkning, där Beckholmen kom att ingå i Stockholms örlogsvarv. Ytterligare en stor torrdocka byggdes åren 1923-25 och uppkallades efter kung Gustaf V (se Gustav V-dockan). Dockan var ursprungligen 152 meter lång och 24 meter bred. Efter en förlängning i mitten av 1940-talet blev den 197 meter lång. Marinen använde anläggningen till dess man flyttade verksamheten till Muskö 1969. Därefter reparerade och underhöll Finnboda varv bl. a. isbrytare där.
Efter Finnboda varvets konkurs 1991 nybildades GV Varv AB, som började sin verksamhet 1992 i den stora GV-dockan. 1986 övertog Djurgårdsförvaltningen förvaltningsansvaret för ön och påföljande år bildades Föreningen Skeppsholmens Skeppsdockor bestående av Stiftelsen Skärgårdsbåten och Sveriges Segelfartygsförening. Numera har Segelfartygsföreningen ansvaret för den Västra dockan. Dockan rymmer 3-4 fartyg samtidigt och används huvudsakligen av segelfartyg där omfattande restaureringar och skrovreparationer utförs.
Stockholms reparationsvarv driver verksamheten i GV-dockan och Östra dockan och utför alla slags fartygsreparationer och underhåll på kommersiell basis. Man reparerar mellan 50 och 100 fartyg per år. Varvet är det sista stadsnära varvet i Stockholm.

### Historiska händelser

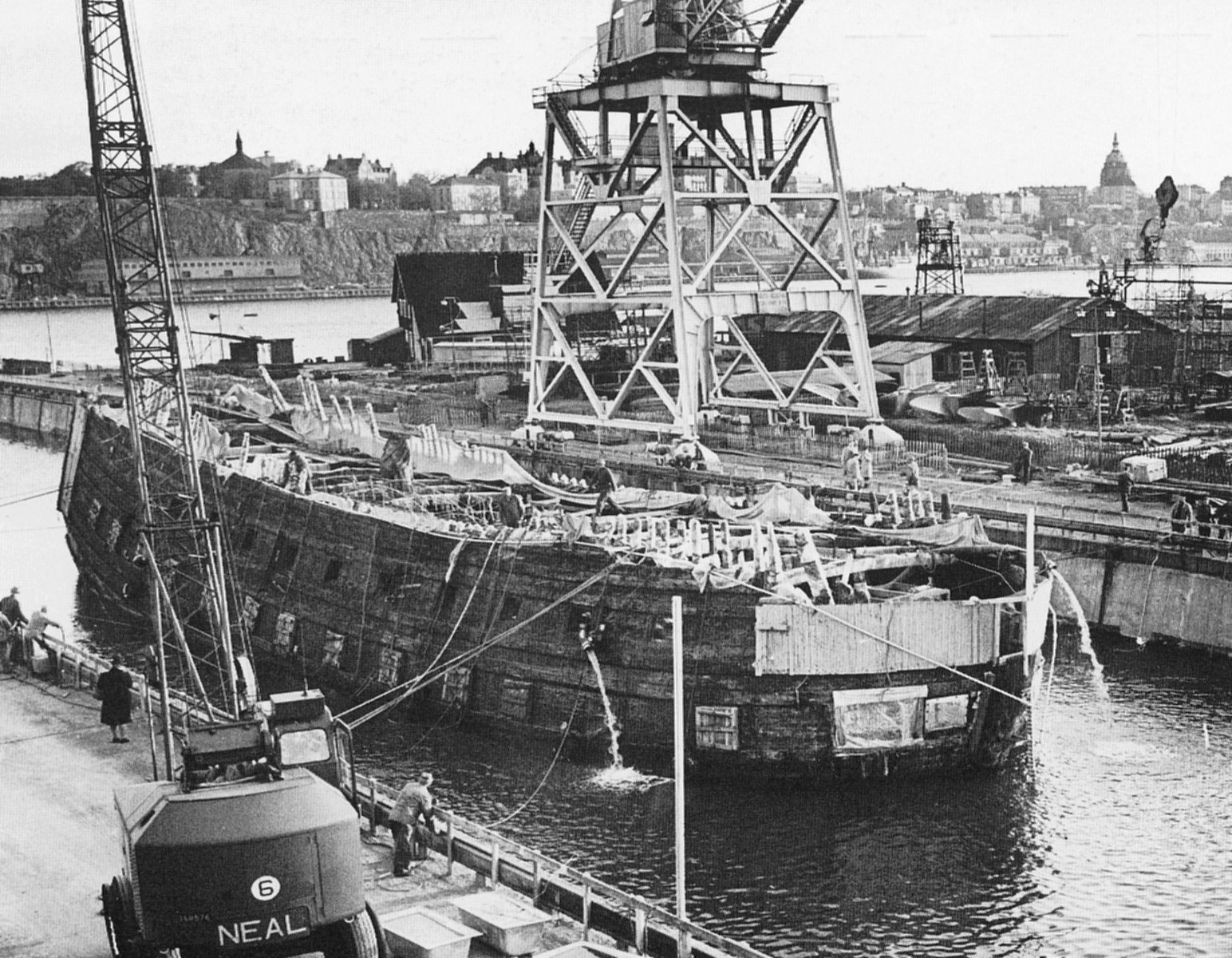
Regalskeppet Vasa på väg in till GV-dockan på Beckholmen den 14 maj 1961.

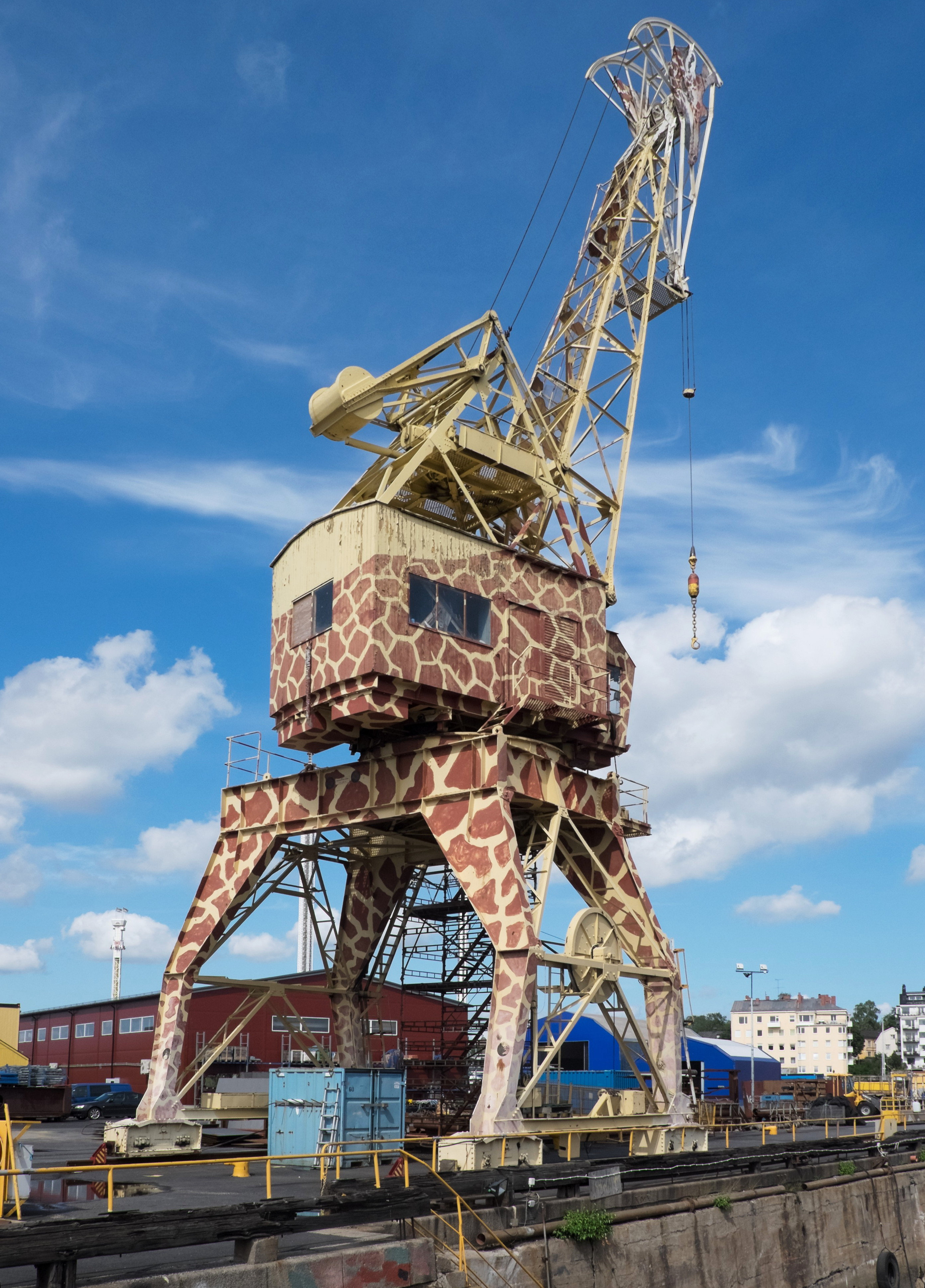
Giraffkran på Beckholmen i augusti 2014

År 1948 monterades den så kallade Washingtonkranen intill GV-dockan. Den användes under andra världskriget i USA för byggandet av Libertyfartyg. Kranen är unik och det enda kvarvarande exemplaret i världen. Kranen är dock i dåligt skick och ur funktion. Den långa kranarmen vilar på en bock och det finns för närvarande (2010) inga medel att upprusta den.
Ett udda varvsprojekt på Beckholmen var tillverkning av en sänktunnel av betong i Västra torrdockan. I januari 1959 bogserades den till Liljeholmsviken, där den sänktes ner och skulle fungera som undervattensbro för tunnelbanans nya linje mot Skärholmen.
Den 14 maj 1961 bogserades Regalskeppet Vasa på en särskild ponton in till Gustav V:s torrdocka på Beckholmen där det skulle genomgå en första detaljerad arkeologisk undersökning. Händelsen samlade ett stort medieuppbåd på platsen. Från förlisningsplatsen utanför Beckholmen såg 40 miljoner TV-tittare världen över i direktsändning när de första delarna efter 333 år bröt vattenlinjen.
Beckholmen blev ett centrum för dykningarna och bärgningen av regalskeppet Vasa 1961. Vasa blev torrlagd i GV- dockan under den tid som tätning av fartyget genomfördes. Byggnaden för Vasavarvets ateljé finns fortfarande kvar på östra sidan invid Beckholmsbron.
År 1988 kom de båda Giraffkranarna till GV-dockans västra sida. De hade då stått på Hammarbyhamnens kaj dit de hade flyttats från Skeppsbron och Stadsgården. De blev sedan ommålade i gult och brunt och med ansikten som giraffer efter en idé av konstnären Tor Svae. De var länge ett välkänt inslag i Stockholms stadsbild men den ena har skrotats och framtiden för den andra är oviss.
Den 4 januari 2011 flyttades hotell- och restaurangfartyget Mälardrottningen med hjälp av två bogserbåtar till GV-dockan från sin permanenta liggplats vid Riddarholmen för fyra veckors underhållsarbete.

## Sanering av förorenad jord

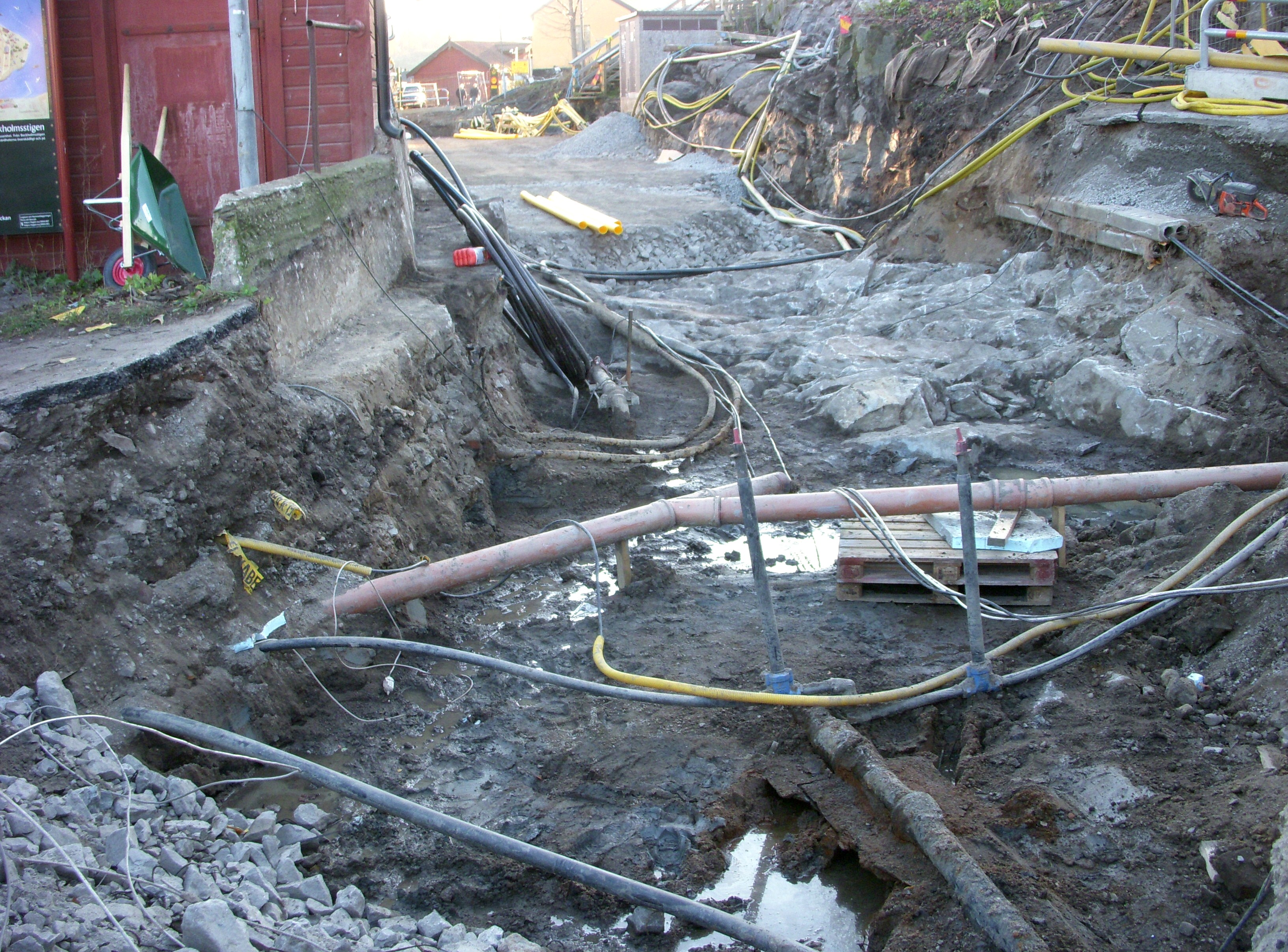
Marksanering i november 2011.

Den tidigare tjär- och varvsverksamheten har resulterat i höga halter av metallföroreningar och PAH (tjärämnen) i Beckholmens jordlager. Föroreningarna kan spridas ut till Stockholms inlopp och kan vara en risk för de som vistas på ön.
Mellan våren 2011 och sommaren 2012 sanerades därför Beckholmens övre jordlager. Det beräknades att dessa jordlager innehöll uppskattningsvis 435 ton bly, 4,5 ton arsenik och 2,4 ton kvicksilver som härrörde från den tidigare varvsverksamheten. Till en kostnad av mellan 150 och 200 miljoner kronor skulle ett 3,5 meter tjockt jordlager transporteras bort och ersättas med cirka 200 000 ton ny jord. Transporterna utfördes med båt.
Saneringen var den första i sitt slag och utfördes till stor del med den då nya tekniken vakuumschaktning. Detta utfördes av tre mobila torrsugsenheter samt en grävsug. Tekniken går ut på att istället för att utsätta trädrötter, vattenledningar och elkablar för fara när man schaktar traditionellt med grävmaskin, så suger man upp jorden med hjälp av torrsugsenheterna.

## Marinkulturellt centrum
Området är en del av ett unikt maritimt landskap på västra delen av Djurgården, som ingår i Nationalstadsparken. På Beckholmen finns idag byggnader och skeppsdockor av riksintresse, som minner om Beckholmens storhetstid som varv. För närvarande (2018) pågår fortfarande en upprustning av både Gamla Djurgårdsvarvet och Beckholmen, målet är att skapa ett marinkulturellt centrum. Sedan år 2010 är Beckholmens dockanläggningar spärrade för allmänheten. Men en promenadslinga som går runt Beckholmsberget kallad "Beckholmsstigen" är öppen. Där finns sju numrerade platser med informationsskyltar som beskriver vad man kan se.
Beckholmens Dockförening (en sektion av Sveriges segelfartygsförbund) driver den Västra dockan. Västra Dockans kapacitet är 100 meters längd och 3,5 meters djupgående. Upp till fyra medelstora fartyg kan dockas samtidigt. Dockföreningens medlemmar och även andra fartygsägare kan torrsätta, underhålla, reparera och renovera sina skepp till självkostnadspris, med tillgång till trä- och metallverkstäder och yrkeskunniga hantverkare. Föreningen har sedan starten dockat in över tusen fartyg.

## Byggnader och anläggningar (i urval)
Läge på Beckholmen enligt löpnummer på kartan.
Källor: 
- Stockholms Sjögård
- Informationstavlor på platsen.
- Riksantikvarieämbetets anläggningspresentation i bebyggelseregistret.
- Beckholmens Dockförening

| Bild | Artikelnamn                        | Löpnummer | Typ                | Kort beskrivning |
| ---- | ---------------------------------- | --------- | ------------------ | --- |
|      | Beckholmsbron                      | 1         | Bro                | Den första Beckholmsbron var ett provisorium, byggd i trä och rest 1851. Den nuvarande bron byggdes 1992, också den i trä, efter att Gatukontoret fått avslag på att bygga en i betong. |
|      | Tjärmästar- bostället              | 2         | Bostad             | Beckholmens tjärmästare var den som övervakade tillverkningen av trätjära (eller bäck). Hans bostad uppfördes 1690 som ett tvåvåningshus. Delar av byggnaden hör till de äldsta på Beckholmen. |
|      | Dockmästar- bostället              | 3         | Bostad             | Byggnaden på kullen mitt på ön var ursprungligen dockmästarens bostad. Huset (även kallat Stenvillan) ritades 1871 i nyklassicistisk stil av arkitekt Axel Kumlien. |
|      | Stöttboden                         | 4         | Förråd             | Den faluröda träbyggnaden uppfördes troligen på 1850-talet. Här förvarades ursprungligen allt material för stöttning och säkring av fartygen som ligger i torrdockan. Idag finns segelmakare, träverkstäder och klubblokaler i byggnaden. |
|      | Förrådsupplag och Segelfartygkajen | 5         | Materialupplag Kaj | På förrådsupplaget förvaras fartygens behov av reparationsmaterial, oftast specialsågat virka som måste torka under många år. Vid reparation av träfartyg används planklängder upp till 10 meters längd. Intill förrådsupplaget ligger segelfartygkajen som är nyanlagd av Dockföreningen. |
|      | Giraffkranarna                     | 6A        | Kran               | Intill GV-dockans västra sida står de två så kallade "Giraffkranarna". De stod ursprungligen på Hammarbyhamnens kaj och flyttades hit 1988. De blev sedan ommålade i gult och brunt som giraffer efter en idé av konstnären Tor Svae. |
|      | Washingtonkranen                   | 6B        | Kran               | År 1948 monterades "Washingtonkranen" intill GV-dockan. Den användes under andra världskriget i USA för byggandet av Libertyfartyg. Kranen är unik och det enda kvarvarande exemplar i världen, dock för närvarande ur funktion. Den 3 maj 2011 påbörjas rivning av Washingtonkranen, enligt planering.                                                                                                |
|      | Gustav V-dockan                    | 7         | Torrdocka          | GV-dockan anlades åren 1923-25 och är Beckholmens största torrdocka med en längd av cirka 200 meter. Dockan uppkallades efter kung Gustaf V. Fram till 1969 höll marinen till här. Hit bogserades 1961 Regalskeppet Vasa efter bärgningen. Numera har Stockholms reparationsvarv ansvaret för dockan.                                                                                                  |
|      | Pumphus och smedja                 | 8         | Pump och Verkstad  | Mellan Västra dockan och Gustav V-dockan ligger dockornas smedja och pumphuset. Med pumparna tömmer man dockornas vatten. Från början fanns det en ångdriven pump som behövde 26 timmar att tömma dockan. I dagens läge används en av 2 pumpar från 1930-talet som klarar jobbet på 4-5 timmar. |
|      | Västra dockan                      | 9         | Torrdocka          | Västra dockan är en 99 meter lång, 11 meter bred och 3,7 meter djup torrdocka som byggdes 1848 samtidigt med Östra dockan och är liksom sin östra syster insprängd i berget och konstruerad av Nils Ericson. Dockorna fick nya portar av järn 1874 och förlängdes i två omgångar på 1870- och 1890-talen till sin nuvarande längd. Sveriges Segelfartygsföreningen har ansvaret för den Västra dockan. |
|      | Östra dockan                       | 10        | Torrdocka          | Östra dockan är en 102 meter lång, 16 meter bred och 4,5 meter djup torrdocka som anlades 1848 samtidigt med Västra dockan på initiativ av Stockholms Grosshandlarsocietet. Konstruktören var järnvägs- och kanalbyggaren Nils Ericson. Stockholms reparationsvarv har ansvaret för den Östra dockan.                                                                                                  |
|      | Tjänstebostad                      | 11        | Tjänstebostad      | Tjänstebostad uppförd 1892-93. |
|      | Tullpaviljongen                    | 12        | Lusthus            | Lusthus uppfört 1724. |